# Ignacio Rodríguez Bahena
Ignacio Rodríguez Bahena (castellà: Ignacio Rodríguez)  (Zacatepec de Hidalgo, 12 de juliol de 1956 - 19 de maig de 2025) va ser un futbolista mexicà. Va formar part de l'equip mexicà a la Copa del Món de 1986.